# Bologna
Bologna (/bəˈloʊnjə/, /[invalid input: 'UKalso']bəˈlɒnjə/, tiếng Ý: [boˈloɲɲa] ⓘ; Emilian (Bolognese dialect): Bulåggna [buˈlʌɲːa]; tiếng Latinh: Bonōnia) là một thành phố ở đông bắc nước Ý, là thủ phủ vùng Emilia-Romagna (plaine du Pô) và thuộc tỉnh Bologna. Bologna 
là thành phố đông dân thứ bảy ở Italia với khoảng 390.000 dân và 150 quốc tịch khác nhau. Vùng đô thị Bologna có dân số hơn 1 triệu người.
Đô thị này giáp các đô thị sau: Anzola dell'Emilia, Calderara di Reno, Casalecchio di Reno, Castel Maggiore, Castenaso, Granarolo dell'Emilia, Pianoro, San Lazzaro di Savena, Sasso Marconi, Zola Predosa.
Thành phố nằm giữa sông Po và dãy núi Apennine, cụ thể là giữa sông Reno và sông Savena.
Thành phố có trường đại học cổ nhất thế giới, đại học Bologna được thành lập năm 1088. Bologna là một trong những thành phố cổ nhất Ý, thường được xếp vào nhóm các thành phố hàng đầu về chất lượng cuộc sống ở Ý, xếp hạng 5 năm 2006 và 12 năm 2007 trong số 103 thành phố Ý  Điều này là do truyền thống công nghiệp của mình với một loạt các dịch vụ xã hội phát triển cao, là nơi có các điểm giao cắt của các tuyến đường bộ và đường sắt quan trọng. Thành phố có lịch sử, nghệ thuật, ẩm thực và văn hoá phong phú, được chọn là thủ đô văn hoá châu Âu năm 2000.
Ban đầu thuộc Etrusca, thành phố đã là một trong những trung tâm đô thị quan trọng nhất trong nhiều thế kỷ, đầu tiên là dưới thời Etrusca (Felsina), sau đó là dưới thời người Celt là Bona, sau đó là dưới thời người La Mã (Bonōnia), rồi một lần nữa vào Trung Cổ, với tư cách là một đô thị tự do và signoria, khi nó nằm trong các thành phố lớn nhất Châu Âu theo dân số. Nổi tiếng với những ngọn tháp, nhà thờ và những portico lâu đời, Bologna có một trung tâm lịch sử được bảo tồn tốt, nhờ chính sách bảo tồn và trùng tu cẩn thận bắt đầu vào cuối những năm 1970. Là nơi có của trường đại học lâu đời nhất trên thế giới, Đại học Bologna, được lập vào năm 1088, thành phố có một lượng lớn sinh viên làm cho nó một đặc điểm quốc tế. Năm 2000, nó được tuyên bố là Thủ đô văn hóa châu Âu 
và vào năm 2006, "Thành phố của âm nhạc" UNESCO và trở thành một phần của Mạng lưới các thành phố sáng tạo.
Bologna là trung tâm nông nghiệp, công nghiệp, tài chính và giao thông quan trọng, nơi nhiều công ty cơ khí, điện tử và thực phẩm lớn đặt trụ sở chính cũng như là một trong những hội chợ thương mại thường trực lớn nhất ở châu Âu. Theo dữ liệu gần đây nhất được thu thập bởi Chỉ số Tăng trưởng Kinh tế Khu vực Châu Âu (E-REGI) năm 2009, Bologna là thành phố hàng đầu của Ý đầu tiên và là thành phố châu Âu xếp thứ 47 về chỉ tiêu tốc độ tăng trưởng kinh tế. Do đó, Bologna cũng là một trong những thành phố giàu có nhất ở Ý, thường được xếp hạng là một trong những thành phố hàng đầu về chất lượng cuộc sống trong cả nước: năm 2019, nó xếp thứ 14 trên 107 tỉnh của Ý.

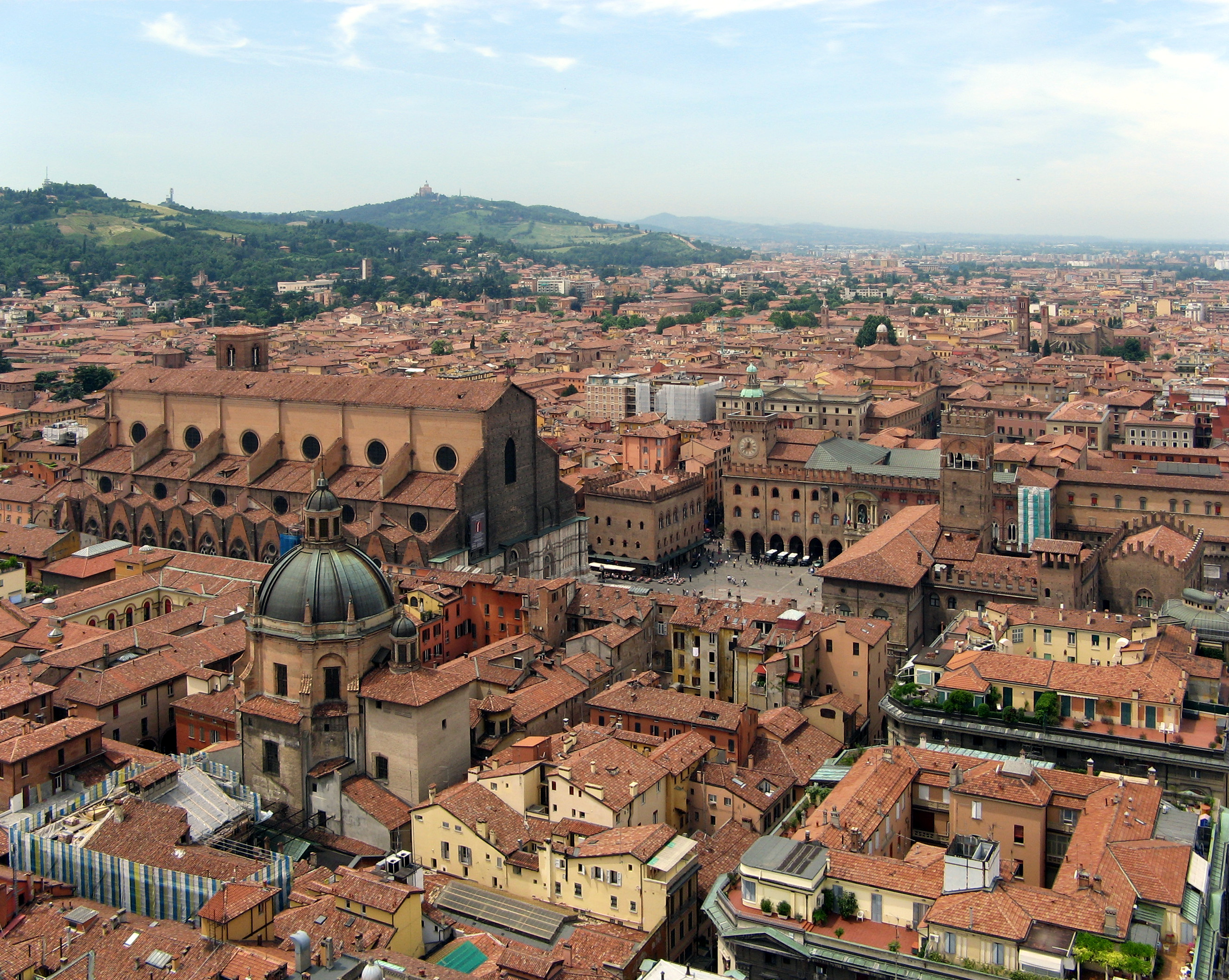
Bologna

## Biến động dân số